# Göndör hajú lány módszer

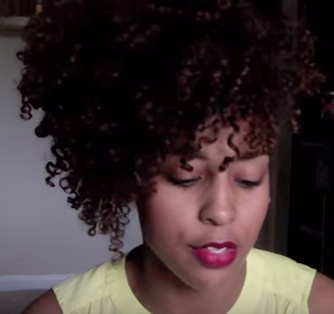
Göndör lány módszer

Az úgynevezett göndör hajú lány módszert (angolul curly girl method, CGM) Lorraine Massey fejlesztette ki természetes loknis, hullámos és göndör hajúaknak. Elveti a kémiai anyagokkal való hajkezelést. Ez a hajápolási procedúra ellenzi a szulfát tartalmú sampon használatát, ugyanis túl durvának tartja a göndör hajszerkezet számára. Többek között egy tisztító kondicionáló használatát kéri a sampon helyett, más néven kondicionáló mosásnak vagy együttmosásnak nevezik. Továbbá, nincsenek szilikonok a folyamatban, amelyeket sok kereskedelmi kondicionálóban és hajformázó termékben használnak. Ajánlott a diffúzor hajszárítófej használata fúváskor, fésűk, kefék vagy frottírtörölközők nélküli szárítás. A CGM-módszer tippeket is tartalmaz a hajzselé és más hajformázó termékek használatához. A cél általában a természetesen göndör haj gyengéd kezelése, minimálisra csökkentve a haj kutikulájának károsodását, hogy az hidratált maradjon, mivel a göndör haj hajlamosabb a szárazságra, mint az egyenes haj; és talán a legfontosabb, hogy inkább hangsúlyozzuk, mint zavarjuk a haj természetes göndörségét. 
Az Andre Walker hajtípus-rendszere és a Fia hajtípus-rendszere a göndörségi típusokat 2-től 4-ig és A-tól C-ig osztályozza (ami a göndörség fokozódó feszességét jelenti), az 1-es típus pedig a göndörség teljes hiányát (vagy egyenes hajat) jelenti. A 2-es típus jellemzően különböző fokú hullámos hajat foglal magába, a 3-as típus laza, spirál alakú fürtöket, a 4-es típus pedig a feszesebb fürtöket, hajlatokat és tekercseket, úgynevezett 'csigákat' szemlélteti. Az A típus általában kevésbé definiált, mint a B és C, és amikor A-ból C-be megyünk, a haj nagyobb valószínűséggel lesz jól definiált a göndörség egységességét illetően.

## Fordítás
Ez a szócikk részben vagy egészben  a   Curly Girl Method című angol Wikipédia-szócikk ezen változatának fordításán alapul.  Az eredeti cikk szerkesztőit annak laptörténete sorolja fel. Ez a jelzés csupán a megfogalmazás eredetét és a szerzői jogokat jelzi, nem szolgál a cikkben szereplő információk forrásmegjelöléseként.